# Il mio nome è Herbert Fanucci
Il mio nome è Herbert Fanucci è il quarto libro scritto da Davide Bernasconi ed è stato pubblicato nel 2005. È edito da Bompiani e fa parte della collana Assaggi.

## Trama
Vittorio (Il "Tojo") Cadenazzi è un uomo dal passato tormentato, tornato nella sua terra, tra la sua gente, nel suo lago. Ed è proprio qui, che deve fare i conti con Herbert Fanucci, la sua altra metà, venuta dal passato a perseguitarlo nuovamente, da un passato che ha voluto dimenticare, o che avrebbe voluto. L'unica traccia rimasta è una carta del due di picche tatuata sulla sua spalla, e una inspiegabile paura nel guardare attraverso una macchina fotografica. Ad aggiungere pugnali al suo tormento sarà Luna Reyes, la figlia del Baron de la loena storta, che stregherà la sua anima distaccandola sempre di più da quella di Herbert Fanucci, rendendogli sempre più difficile seguire il sentiero tracciato dal corvo.

## Personaggi
- Vittorio "Tojo" Cadenazzi / Herbert Fanucci: il protagonista, un quarantenne che dopo aver viaggiato per il mondo torna a Lenno sul Lago di Como, con mille segreti nella mente e un grosso peso sul cuore. Herbert Fanucci è il suo alter ego, un uomo che non esiste e che non deve esistere e che deve rimanere un fantasma facendo ciò che il Tojo non riuscirebbe a sopportare.
- Maria Luna Reyes: la bellissima e inquietante figlia del Barone della Luna Storta, per cui il Tojo perderà la testa e il cuore, mentre l'Herbert Fanucci sfodererà tutta la sua freddezza e destrezza per addentrarsi nella parte più profonda della sua anima senza chiedere il permesso.
- Adriano "Macca" Giovio: un muratore di Lenno, uomo imponente e robusto, ma dall'animo delicato, è probabilmente il miglior amico del Tojo.
- Albertino "Cuèz" Morganti: il nipote del Macca, ragazzo ribelle ma estremamente sensibile, cercherà in ogni modo di organizzare la festa del paese per poter suonare col suo gruppo Punk Rock, cercando di includere addirittura il prete del paese in quanto ex bassista.
- Il Santo: il sensitivo del gruppo, strambo, inquietante, che si nutre di sole sambuche. Misterioso e suggestivo, ma particolarmente ben voluto da tutti.
- Lino Ciuènda e Luxor: perennemente sotto l'effetto di ogni tipo di alcolico a qualsiasi ora del giorno, sono la coppia comica, i due "tafani" che combinano casini in ogni istante.
- Fernando Vasquez Reyes: il padre di Luna Reyes, temuto da ogni persona, a causa del suo violino maledetto e delle leggende oscure che si raccontano su di lui. Noto anche col soprannome di Barone della Luna Storta.

## Edizioni
- Davide Bernasconi, Il mio nome è Herbert Fanucci, collana Assaggi, Bompiani, 2005,  p. 200, ISBN 88-452-3423-1.